# Jon Wellner
Jon Wellner (* 11. Juli 1975 in Evanston, Illinois) ist ein US-amerikanischer Schauspieler und zugleich, wie sein Kollege David Berman, Wissenschaftler der Fernsehserie CSI. Diese Arbeit hatte er seit der 4. Staffel der Serie inne und war im Jahr 2004 in dieser in einer Gastrolle als Schauspieler zu sehen. Seit dem Jahr 2004 trat Wellner regelmäßiger in der Serie auf, jedoch in anderer Rolle als zuerst. So verkörperte er den Laborarbeiter Henry Andrews bis Ende der 12. Staffel als wiederkehrende Figur. Von Staffel 13 bis zum Ende der Serie, gehörte er dem Hauptcast an. Ansonsten ist er seit dem Jahr 2001 in einzelnen Folgen verschiedener anderer Serien zu sehen und gelegentlich tritt er auch in Filmen in Erscheinung.